# Orthosia revicta
Orthosia revicta là một loài bướm đêm trong họ Noctuidae.